# Маврово (селище)
Маврово (мак. Маврово) - це селище та туристичний курорт у гірській області на заході Північної Македонії. 

## Опис
Він розташований у муніципалітеті Маврово та Ростуша. Маврово є популярним місцем для туристів протягом усього року завдяки своєму гірськолижному центру Заре Лазаревські, національному парку та озеру.  Є будинки для вихідних, корчми та готелі, що пропонують розміщення туристів цілий рік.
Церква Святого Миколая в Маврово була побудована в 1850 році, затоплена у місцевому озері в 1953 році, але через посуху у 21 столітті повернувся з озера. 

## Галерея

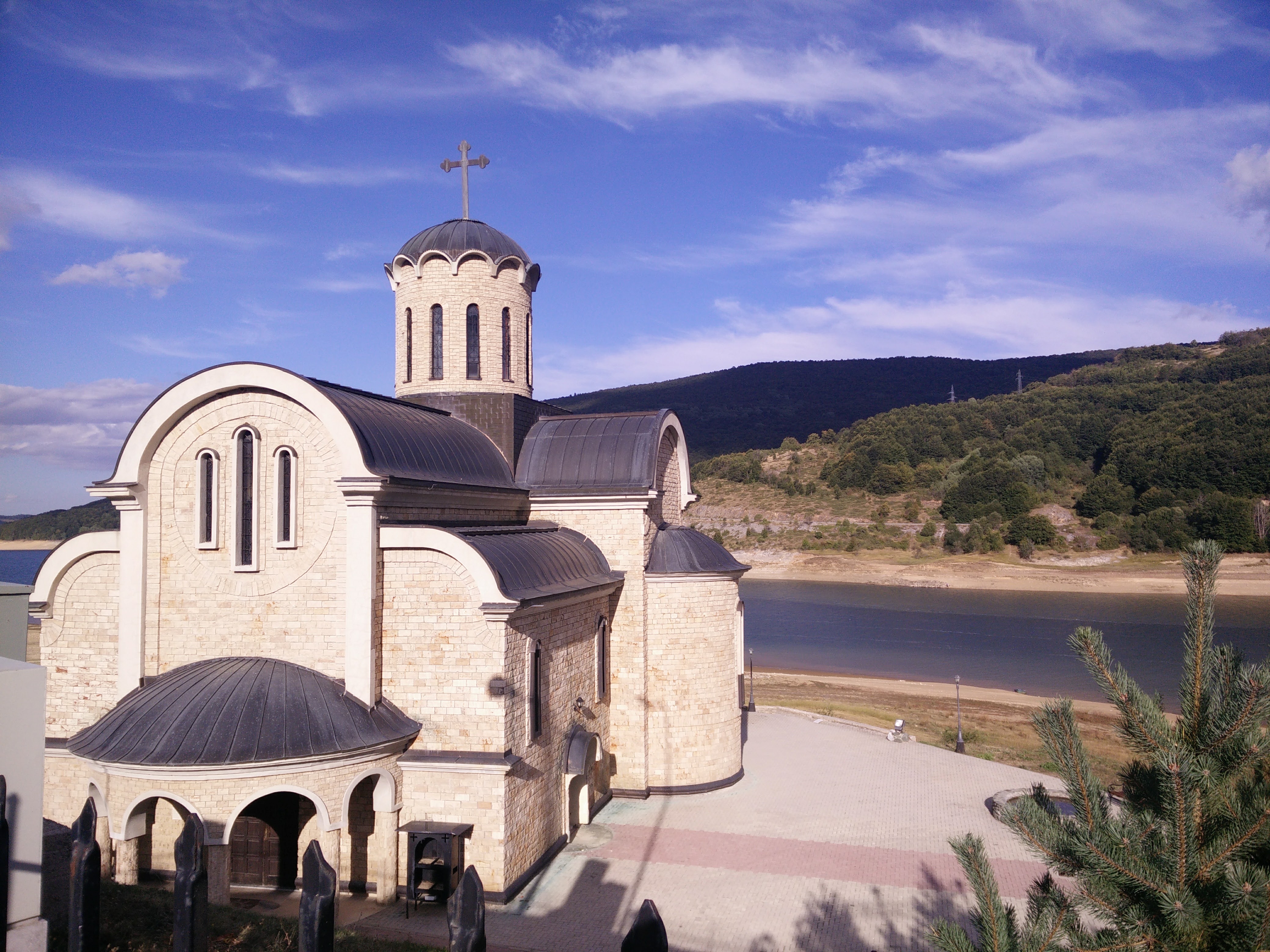
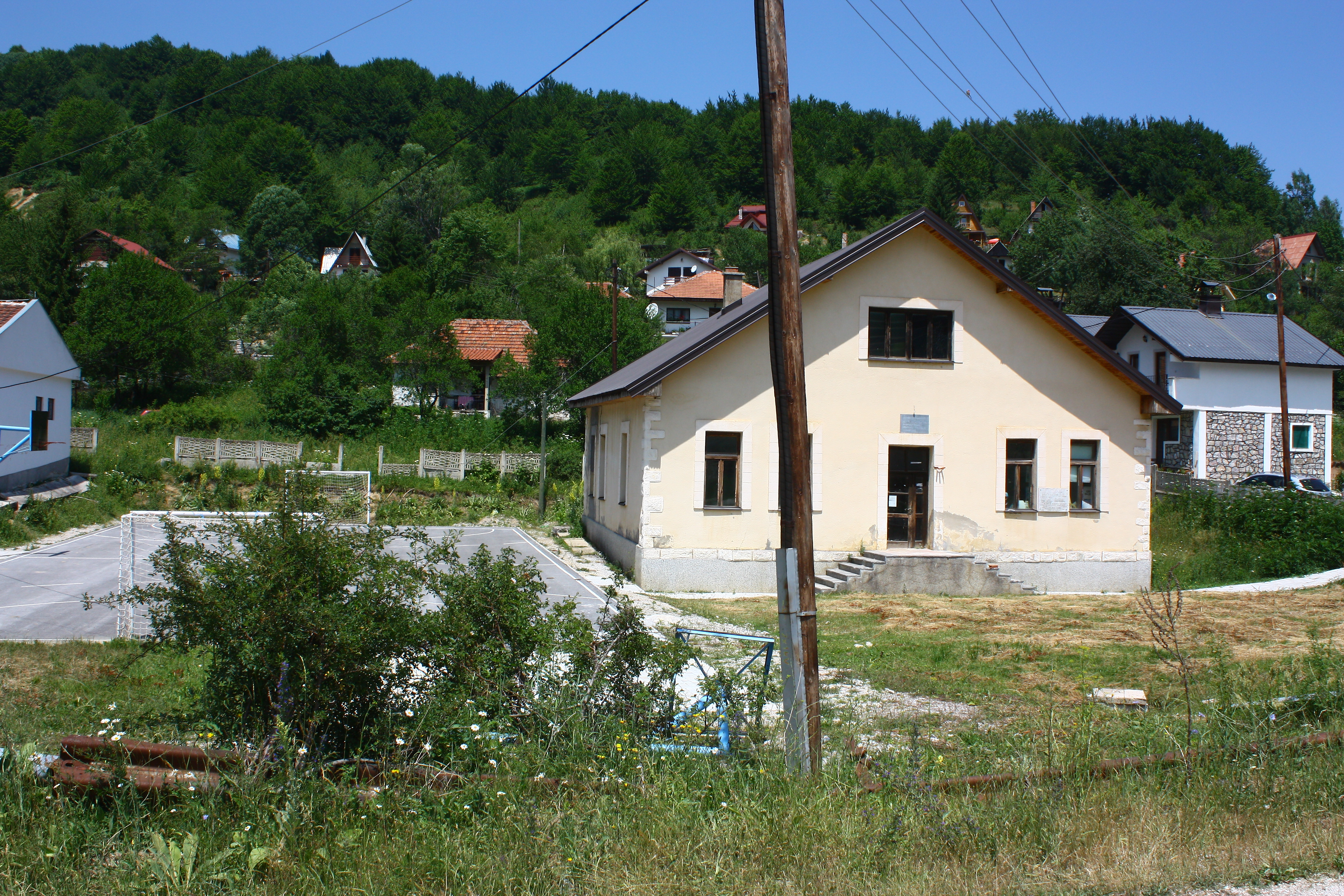
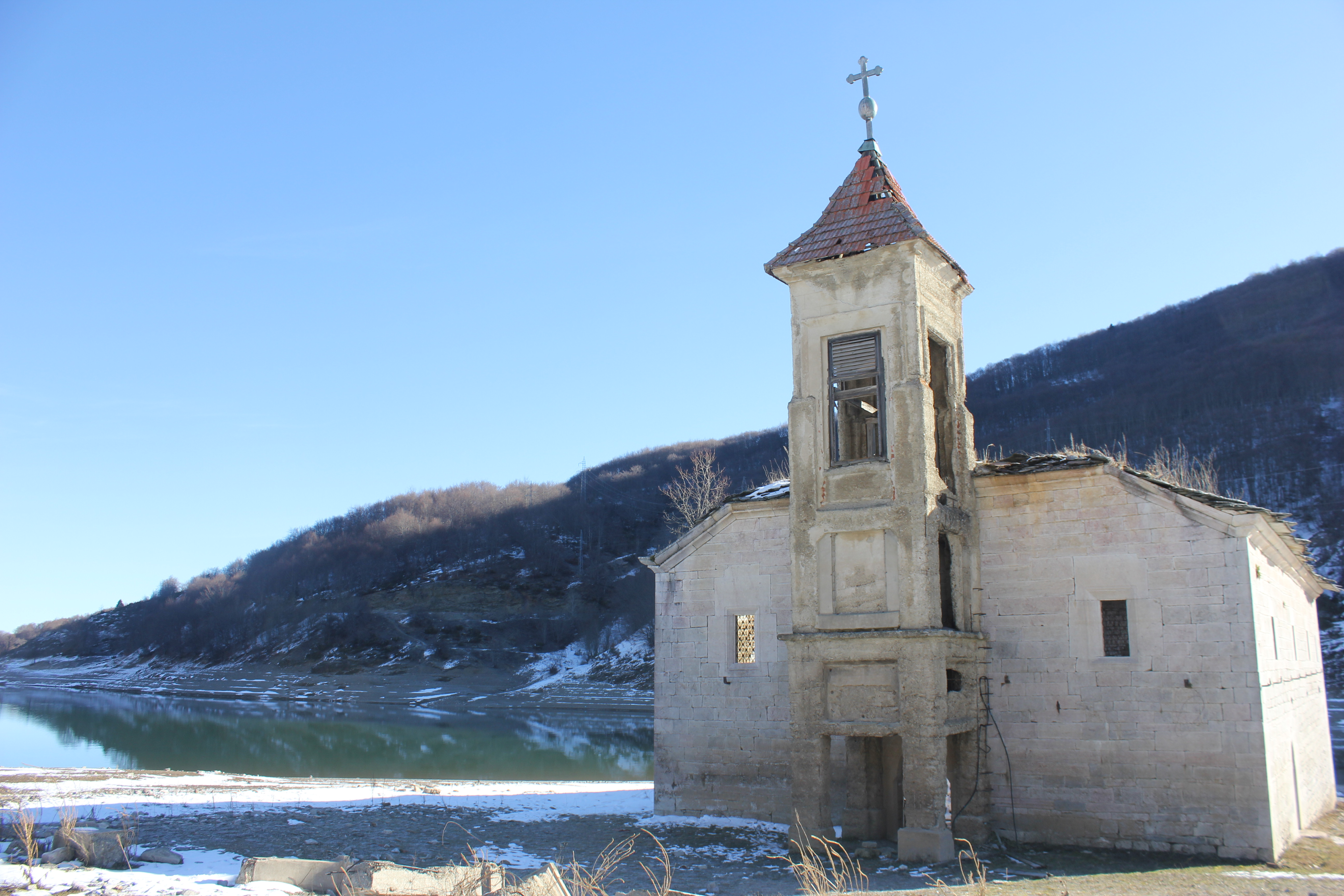
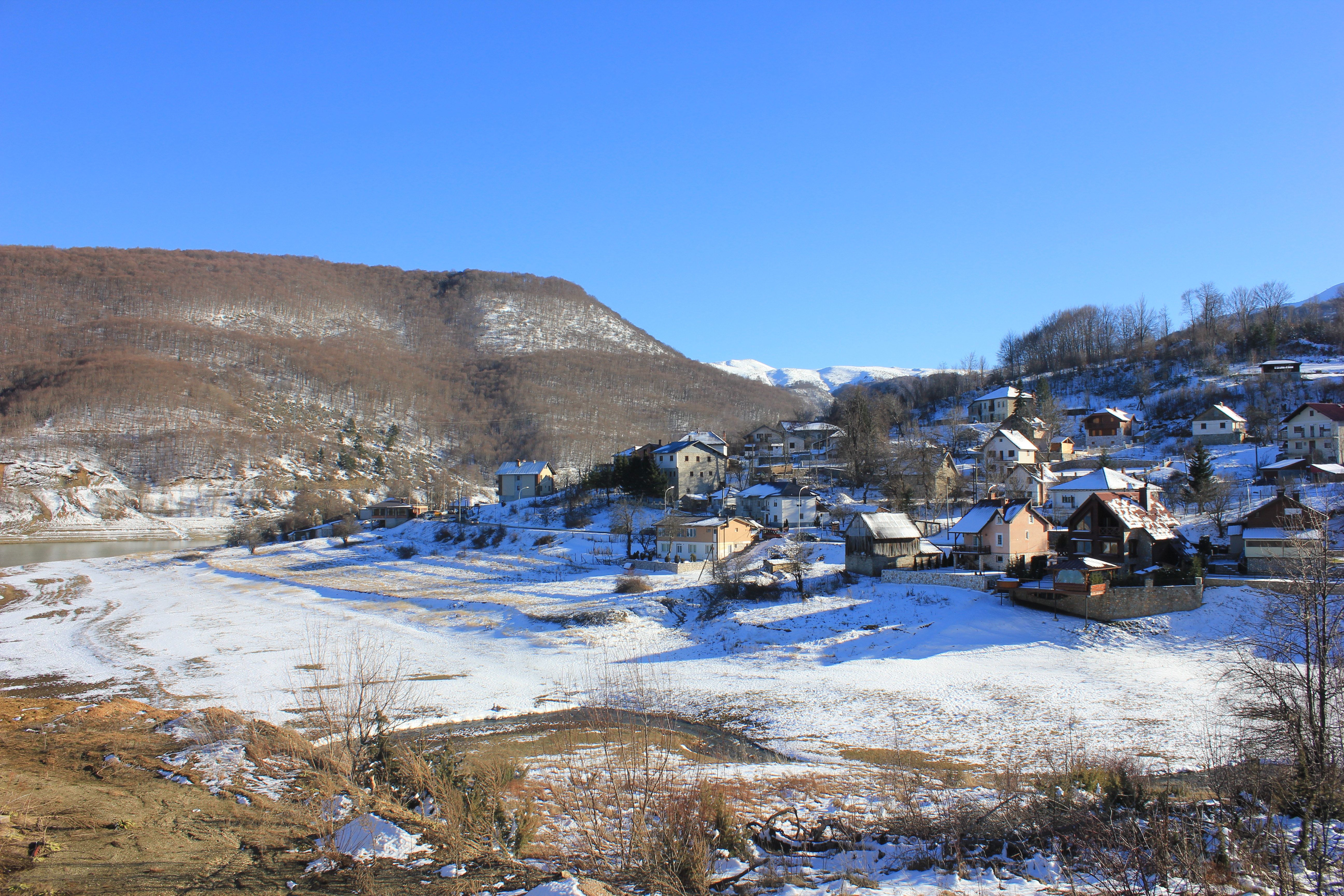
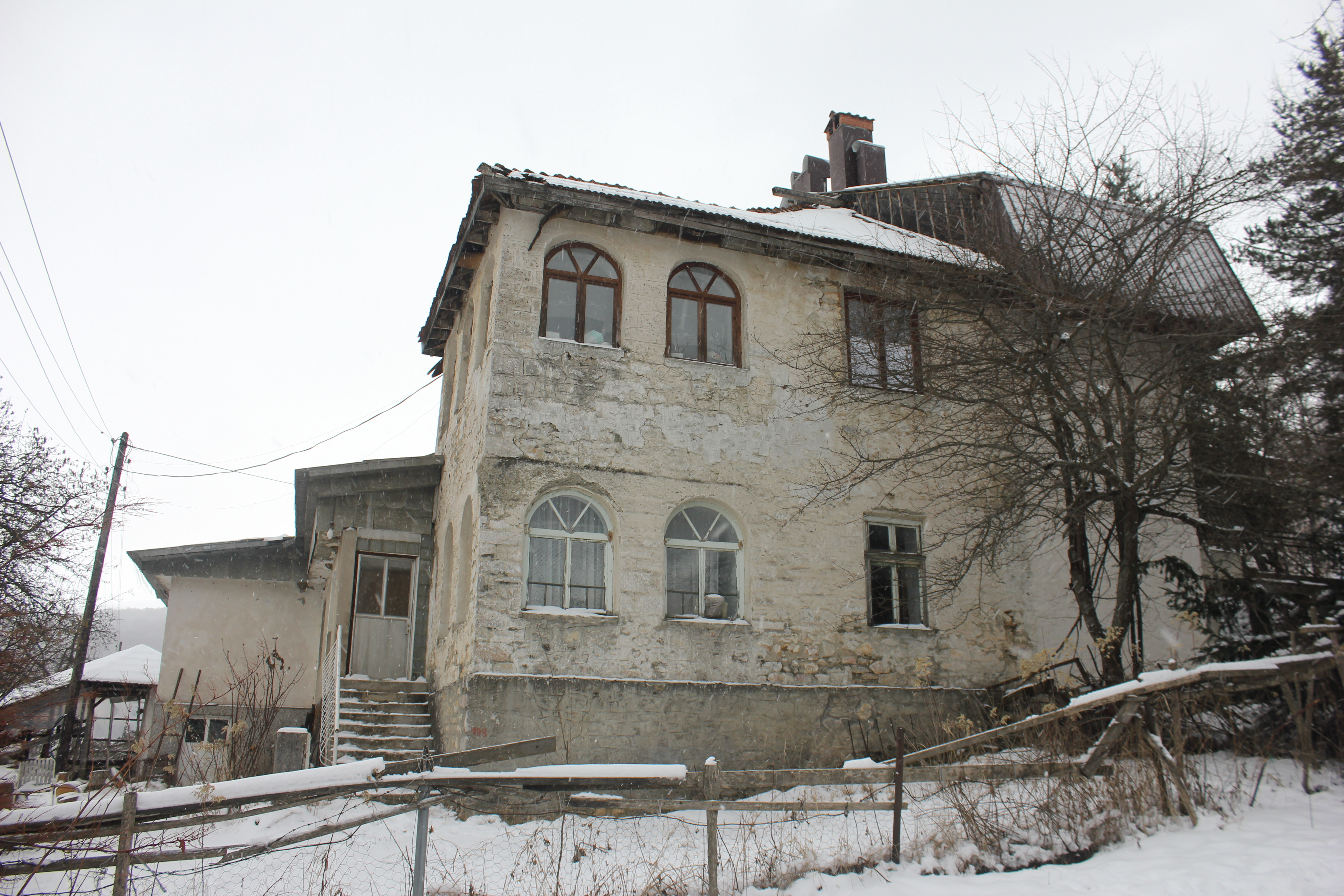
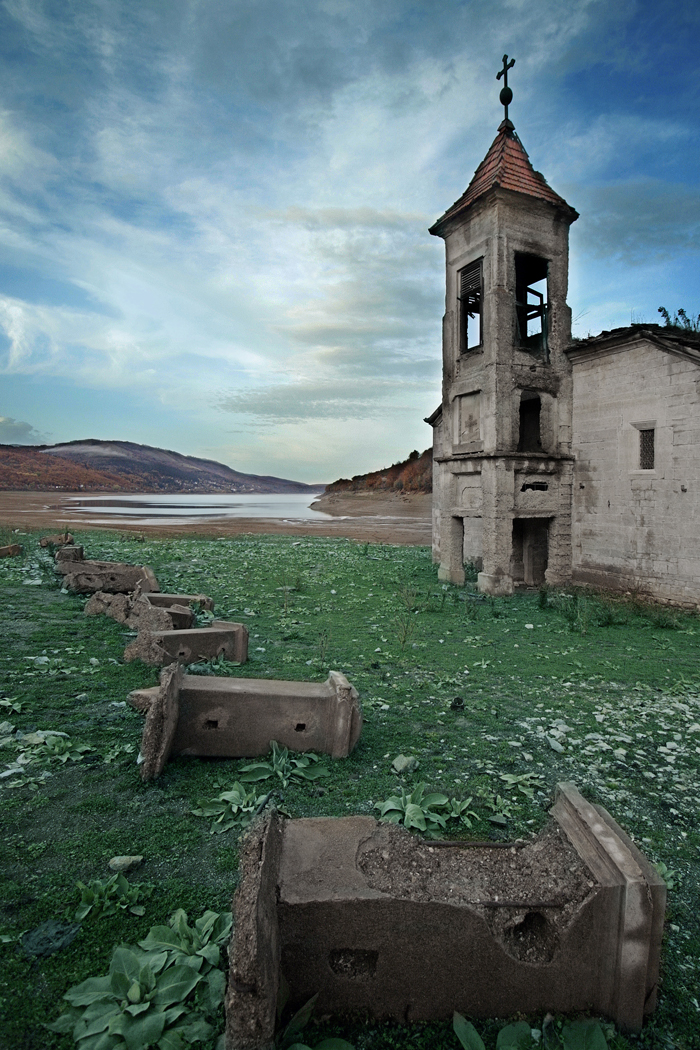
Миколая церква (1850).
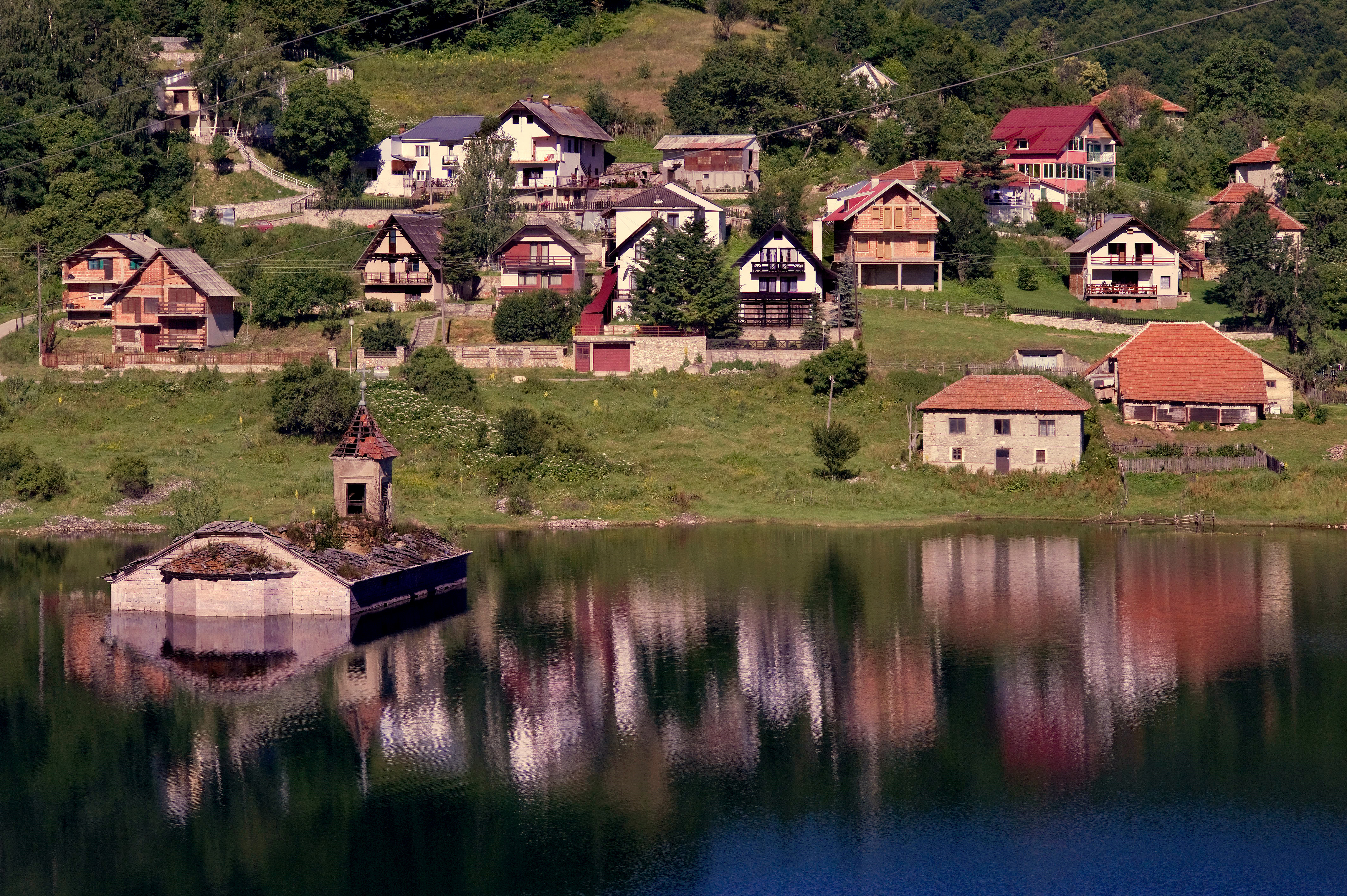
Церква Св. Миколая (1850) влітку.